# Snake River Plain

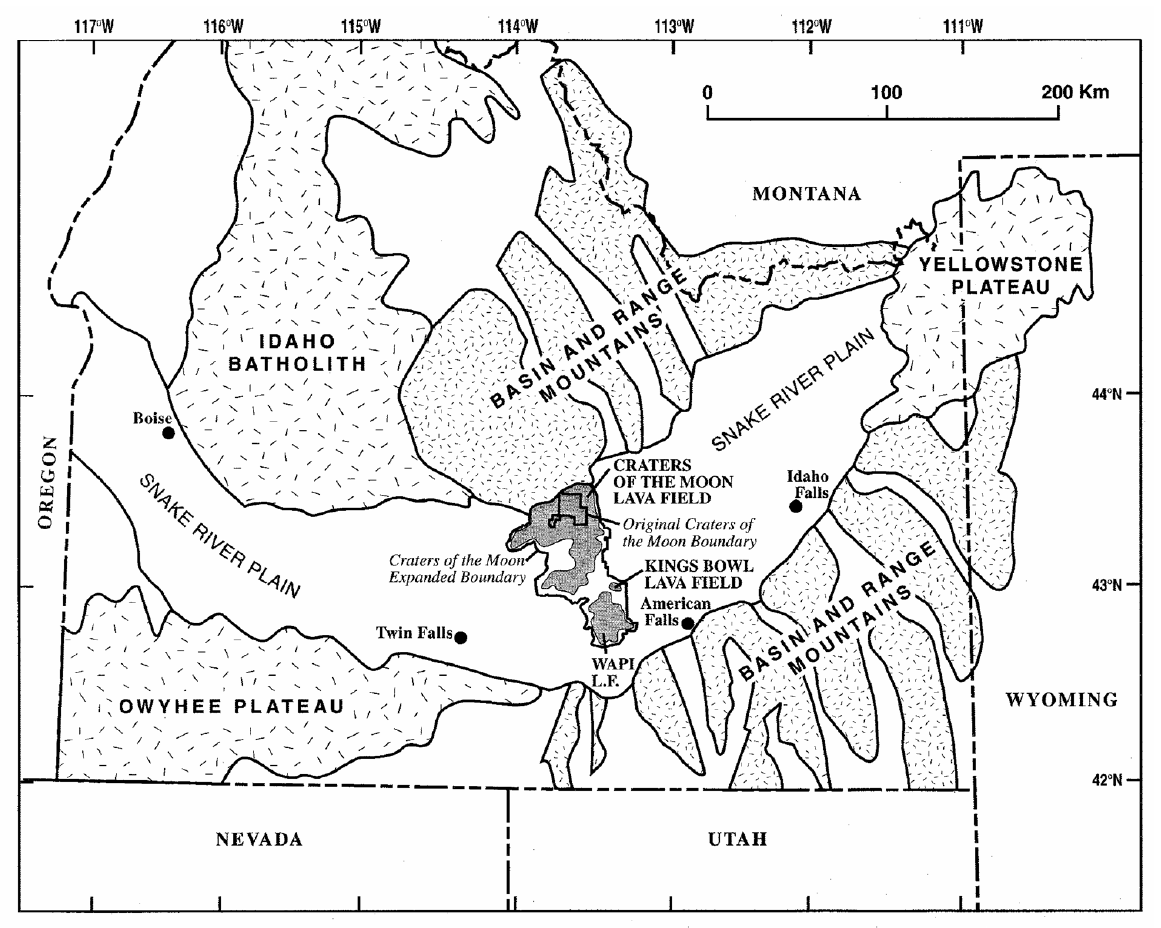
Schematische Karte des südlichen Idaho mit der Snake River Plain und ausgewählten Lavafeldern

Die Snake River Plain (deutsch: Ebene des Snake Rivers) ist eine sich in Ost-West-Richtung erstreckende geographische Region im Süden des US-Bundesstaates Idaho. Sie ist durch vulkanische Erscheinungsformen geprägt und in ihr fließt der namensgebende Snake River. Die Ebene ist das wirtschaftliche Zentrum des Staates; in ihr liegen acht der zehn größten Städte Idahos, darunter die Hauptstadt Boise, und die wichtigsten landwirtschaftlichen Anbaugebiete. Die Grundlage der wirtschaftlichen Bedeutung ist die künstliche Bewässerung von Ackerflächen durch Wasser aus dem Snake River, seinen Stauseen und einem bedeutenden Grundwasserleiter unter der Ebene.
Geographisch ist die Ebene des Snake Rivers eine lang gestreckte Senke mit rund 600 km Länge und einer Breite von 50 bis 100 km auf durchschnittlich 1437 m über dem Meer. Sie verläuft in einem Bogen vom Yellowstone Plateau und der Teton Range in den Rocky Mountains im Osten bis zur Staatsgrenze zu Oregon im Westen und deckt etwa das südliche Drittel Idahos ab. Dabei schneidet sie die äußersten nördlichen Ausläufer der Region Basin and Range, deren Horst-Strukturen sie im Norden und Süden begrenzen. Der United States Geological Survey ordnet sie der geologischen Provinz des Columbia Plateaus zu.

## Geologie

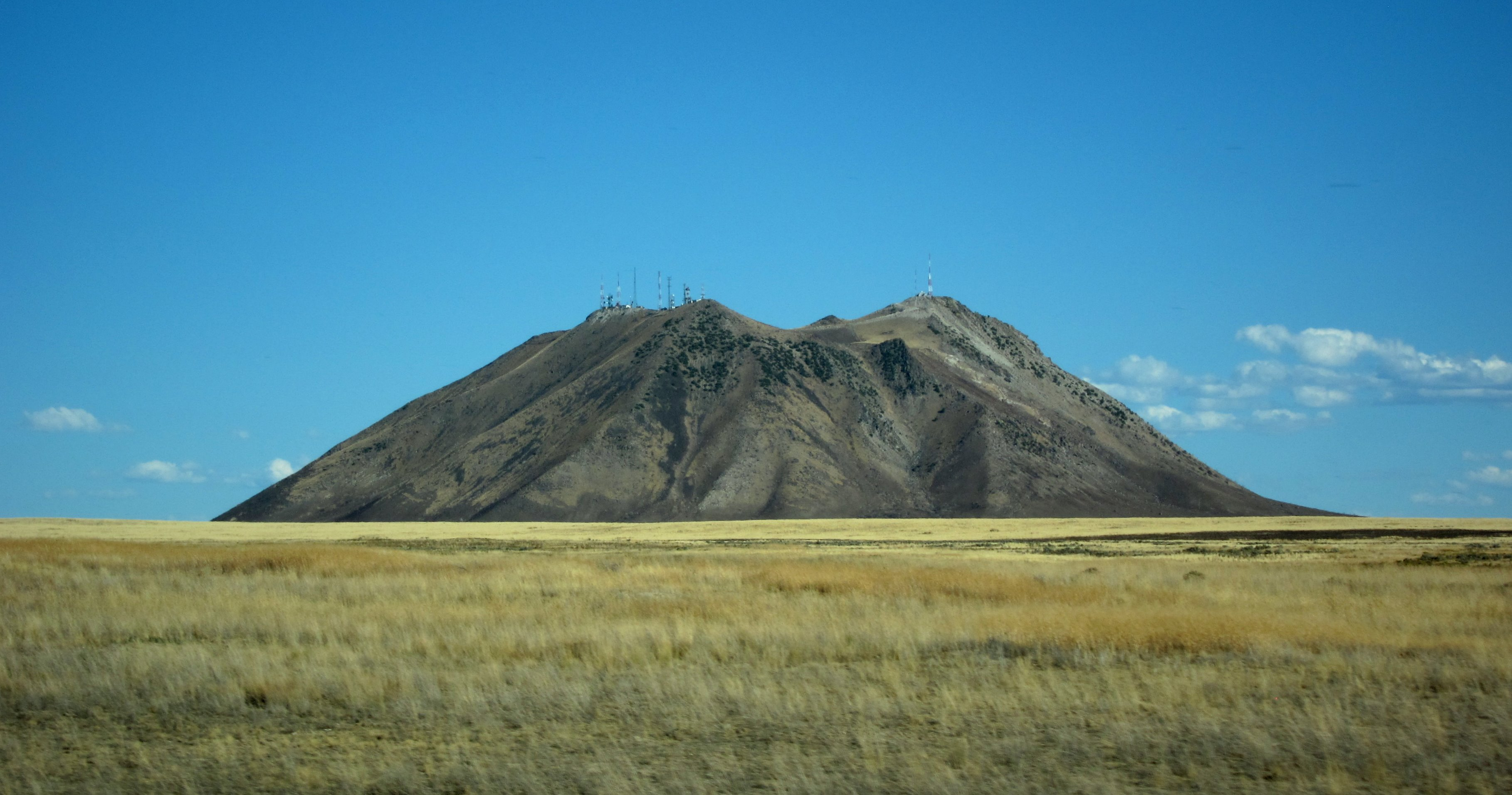
Über die Snake River Plain erheben sich mehrere Zeugenberge vulkanischen Ursprungs – so der Big Southern Butte, der Middle Butte und der East Butte.

Geographisch ist die Snake River Plain eine Einheit; die Oberflächengestalt ist abgesehen von den jüngsten vulkanischen Erscheinungsformen im Wesentlichen konstant. Im Untergrund sind jedoch maßgebliche Unterschiede zwischen dem westlichen Drittel und der östlichen Mehrheit der Ebene sowie einer kleinen Übergangszone zu erkennen.
Der Westen der Ebene ist ein Grabenbruch. In ihn reichen von Westen Flutbasalte mit einem Alter von 16 bis 14 Millionen Jahren und im kleineren Rahmen noch bis vor 6 Millionen Jahren, die aus Spaltenvulkanen stammen und zum Columbia-Plateaubasalt gerechnet werden. Im Wesentlichen ist der Boden des Grabens bedeckt mit mehreren 1000 m an Sedimenten, die von Flüssen und Seen abgelagert wurden, in die Rhyolithische Schichten aus Tuff und vulkanischer Asche mit einem typischen Alter zwischen 15 und 11 Millionen Jahren eingebettet sind. Westlich von Twin Falls gibt es noch jüngere basaltische Lavafelder im Alter von unter 700.000 Jahren. In großen Teilen des Pliozäns war der Westen der Ebene vom prähistorischen Lake Idaho bedeckt, der wesentlich zur Sedimentbildung beigetragen hat.
Der Charakter des Ostteils der Snake River Plains ist weniger einfach zu bestimmen. Frühere Annahmen gingen davon aus, dass der Ausstoß von vulkanischem Material Hohlräume geschaffen hat, die unter dem Gewicht der Oberflächengesteine in Verbindung mit vulkanischen Ablagerungen einbrachen; andere Autoren schlugen einen Dehnungsbruch vor.

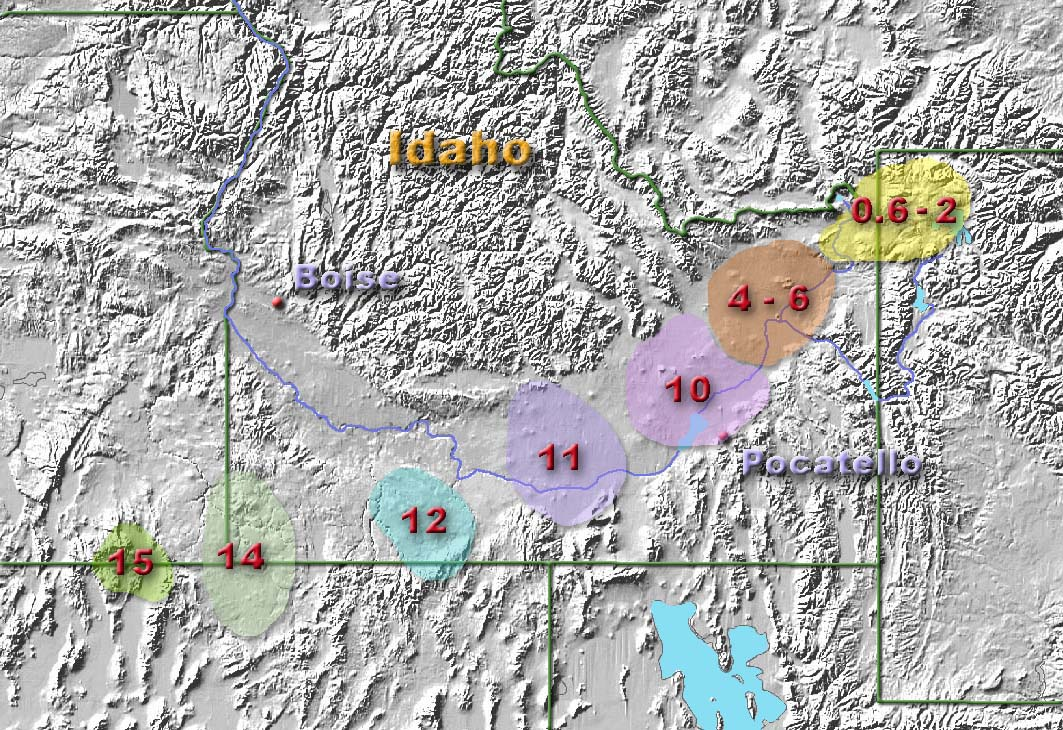
Scheinbare Bewegung des Yellowstone-Hotspots

### Yellowstone-Hotspot

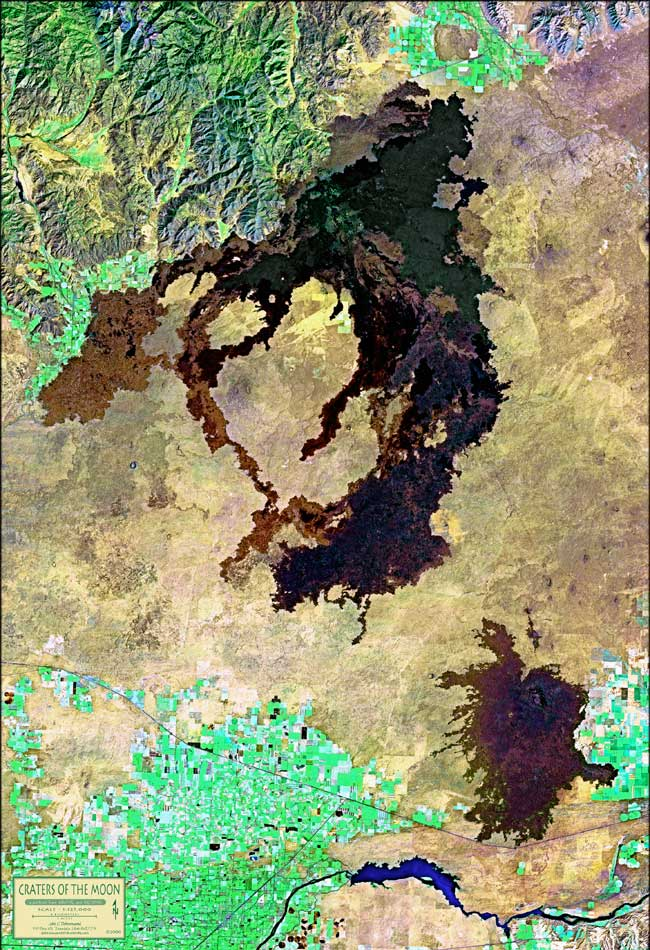
Satellitenaufnahme: Die Lavafelder um das Great Rift. Im Norden das Craters of the Moon-Feld, das winzige Kings Bowl Feld und das Wapi-Feld südöstlich davon

Der Untergrund der zentralen und östlichen Ebene sind Rhyolithischer Tuff und Gesteine aus verdichteter vulkanischer Asche. Die etablierte Erklärung nimmt einen vulkanischen Hotspot an, der von einem Plume mit Magma aus dem Erdmantel gespeist wurde. Über diesen Plume verschiebt sich die Nordamerikanische Platte, eine der tektonischen Platten der Erdkruste, so dass die vulkanische Aktivität scheinbar von Südwest nach Nordost wandert. Der Hotspot liegt heute unter dem Yellowstone-Nationalpark und ist für die vulkanische Aktivität des Yellowstone-Supervulkans, seine Caldera, die Geysire und die sonstigen vulkanischen Erscheinungsformen des Nationalparks verantwortlich.
Im Neogen vor rund 17 Millionen Jahren ereigneten sich im heutigen Nevada die ersten Eruptionen, die diesem Hotspot sicher zugeordnet werden können. Vor etwa 12 Millionen Jahren erreichte er das Gebiet der heutigen Snake River-Ebene. Das aus dem Erdmantel aufsteigende Magma schmolz Granitgestein der Erdkruste. Dabei wölbte sich die Erdoberfläche auf. Bei einer weiteren Steigerung der Energie kam es zur katastrophalen Eruption und der geschmolzene Granit wurde in Form von Rhyolith ausgeworfen. Dabei entstanden eine Caldera und großflächige Tuff- und Aschenschichten. Mit der scheinbaren Wanderung verschob sich der Ort der nächsten Eruption. Bis vor etwa 6–4 Millionen Jahren bildeten sich großteils überlappende Calderen mit einem Durchmesser von jeweils 15–70 km. Eine Studie hat 142 große Ausbrüche gezählt, mittlere und kleinere Eruptionen kommen hinzu. Die Island Park Caldera wurde vom letzten der Ebene zugeordneten Ausbruch geformt. Seitdem ist der Hotspot weitergezogen zu seinem heutigen Aktivitätsort im Nordwesten Wyomings unter dem Yellowstone-Gebiet. Aus der Aktivität des Hotspots stammen rhyolitischer Tuff und Gesteine aus vulkanischer Asche, sie bilden den tiefen Untergrund der östlichen Snake River Plain. In der Erdkruste, in einer Tiefe von mindestens 10 km hinterließen die Schmelzvorgänge des Hotspots eine rund 10–15 km dicke Schicht aus basaltischer Schlacke, die bis heute weitgehend in geschmolzenem Zustand ist. Sie liefert seither die Energie für die vulkanische Aktivität in der Region. Die Oberfläche sank nach dem Abkühlen ab, es kam zu einer Senkung, die den Zugweg des Hotspots markiert: die Tiefebene der Snake River Plain.

### Basalt-Eruptionen

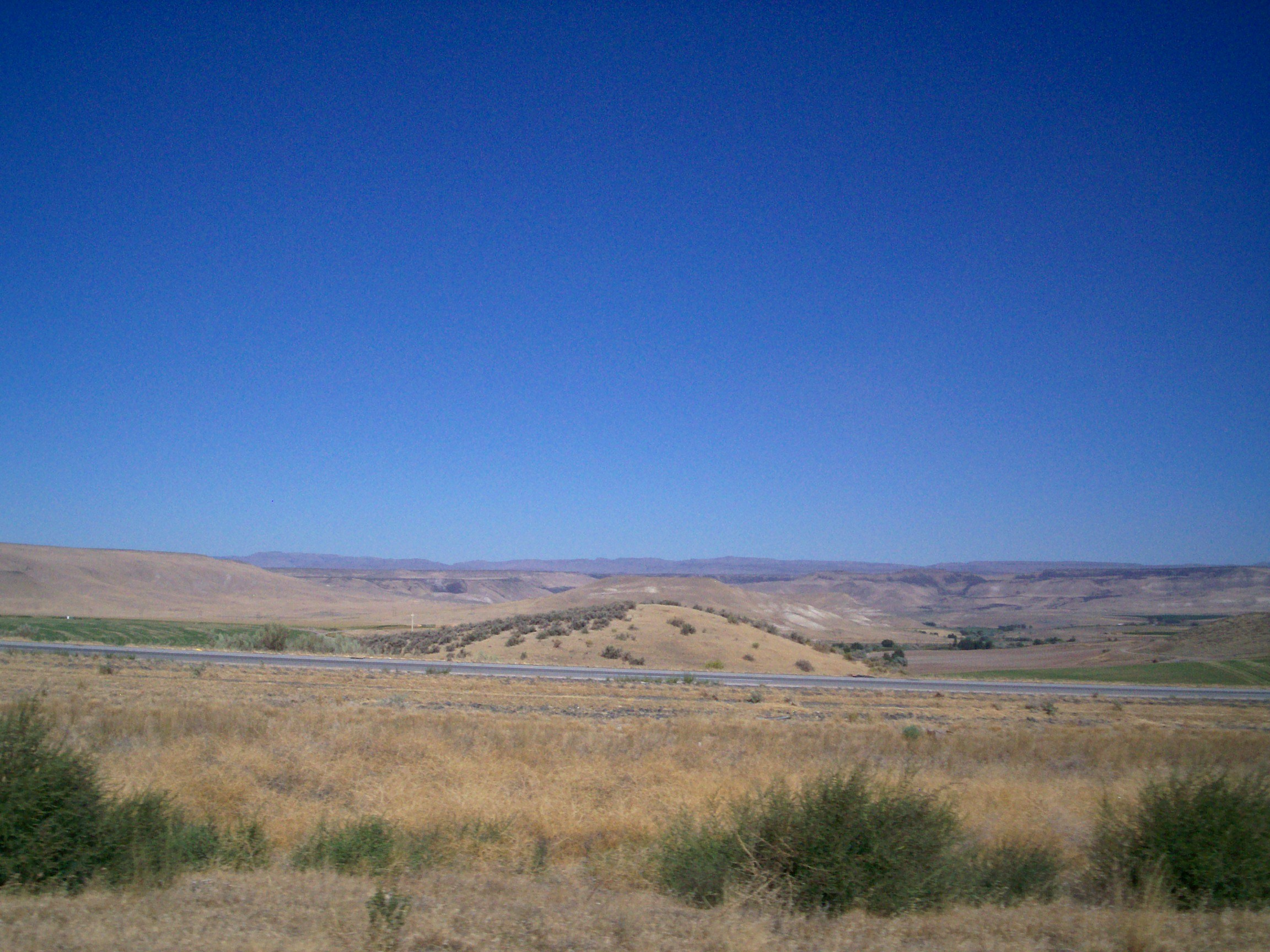
Offene Landschaft mit flachen Hügeln im Westen der Snake River Plain mit der Vegetation der Trockensteppe

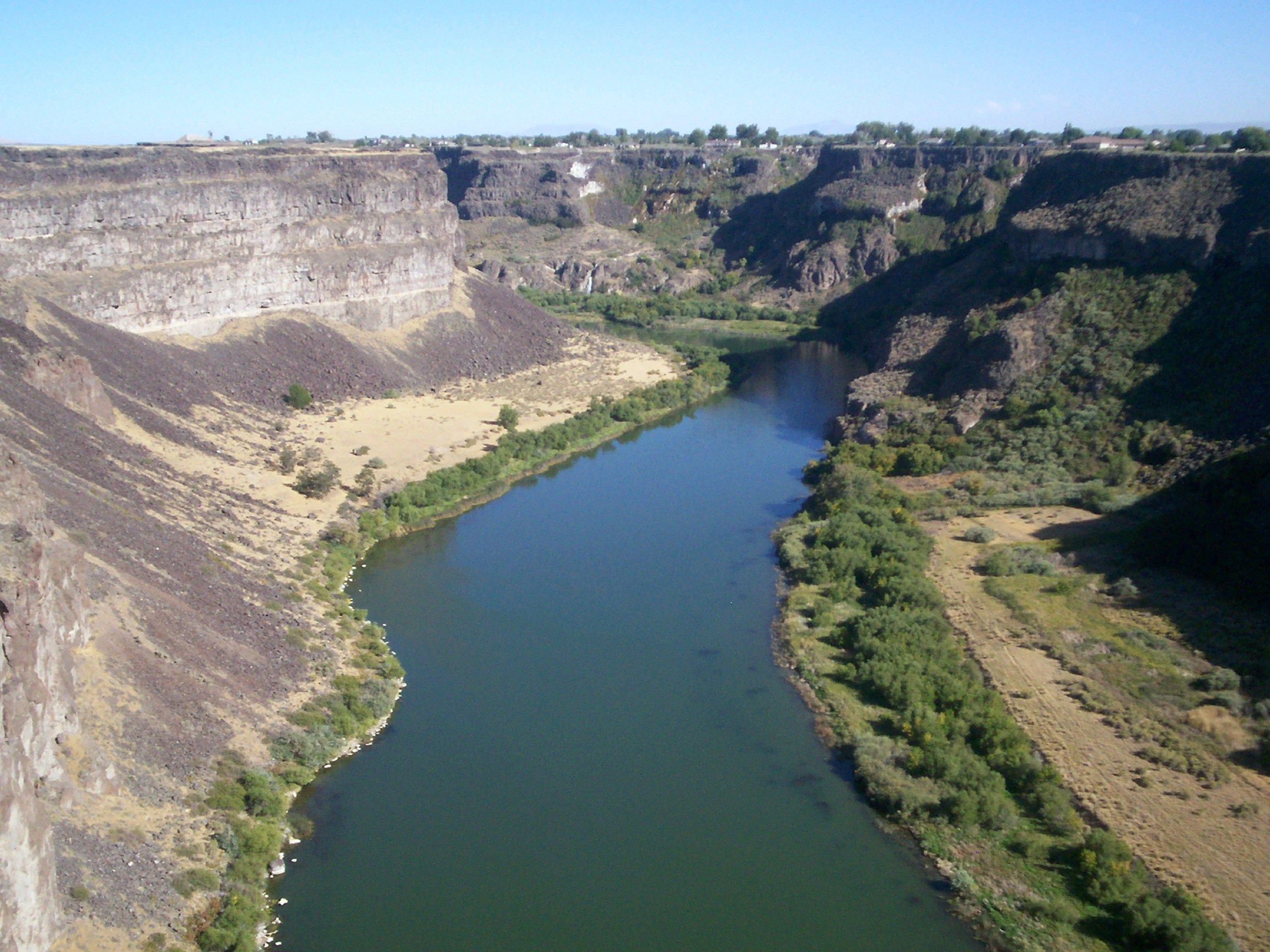
Canyon des Snake Rivers nahe Twin Falls

Die rhyolitischen Gesteine sind auf rund 95 % der Fläche durch quartäre basaltische Lava bedeckt, in die kleinere Mengen an Sedimentgestein eingelagert sind. Vor rund sechs Millionen Jahren begann im westlichen Nordamerika ein tektonischer Prozess, der zu einer Dehnung der Erdkruste führte, die eine Vielzahl weitgehend paralleler, grob in Nord-Süd-Richtung verlaufender Grabenbrüche zur Folge hatte. Damals entstand die Basin and Range-Region, die von Mexiko im Süden bis im Norden noch nach Idaho reicht und durch parallele Strukturen aus Horst und Graben geprägt ist. Wo die Kräfte auf die von dem einige Millionen Jahren früher durchgezogenen Hotspot hinterlassenen vulkanischen Gesteine trafen, führte die Dehnung der Kruste zu einer Vielzahl von Dehnungsbrüchen in Nordwest-Südost-Orientierung. Durch sie trat geschmolzener Basalt aus der vom Hotspot hinterlassenen Tasche als Lava an die Oberfläche. An den Dehnungsbrüchen und ihrem Umfeld bildeten sich sowohl Schild- als auch Spaltenvulkane, aus denen im Zeitraum von vor rund 6 Millionen Jahren bis vor etwa 15.000 Jahren großflächige basaltische Lavaströme austraten. Sie bilden mehrere bis zu 1200 m dicke Schichten im Zentrum der Snake River Plain, in die vereinzelt Schichten aus Sedimentgestein eingelagert sind.
Vor rund 300.000 Jahren entstanden in der östlichen Snake River Plain fünf Lavadome, als rhyolithisches Magma schnell durch Schlote aufstieg. Der höchste von ihnen ist der Big Southern Butte mit einer Höhe von 2273 m, er erhebt sich damit rund 760 m über die umgebende Ebene.
Die bisher letzte Phase des Vulkanismus in der Ebene fand in der Periode von vor etwa 15.000 Jahren bis vor rund 2000 Jahren statt. Der größte der parallelen Dehnungsbrüche hat eine Länge von rund 80 km und wird als Great Rift (of Idaho) bezeichnet. In seinem Umfeld entstanden drei und im Rest der östlichen Ebene fünf weitere Lavaströme aus Spalten- und kleinen Schildvulkanen, begleitet von Schlackenkegeln. Das prominenteste Lavafeld ist das Craters of the Moon-Gebiet am Great Rift, das als Craters of the Moon National Monument seit 1924 als Schutzgebiet ausgewiesen ist. Hier liegt mit dem etwa 2000 Jahre alten North Crater Flow auch die jüngste vulkanische Aktivität der Region.
Im Übergangsbereich zwischen dem Grabenbruch im Westen und der vulkanisch entstandenen Ebene im Zentrum und Osten überlappen sich vulkanischer Untergrund und Sedimentschichten. Hier liegen bedeutende Fossillagerstätten, insbesondere das Hagerman Fossil Beds National Monument.
Ein besonderes Ereignis fand am Ende der letzten Eiszeit (in Nordamerika als Wisconsin glaciation bezeichnet) vor rund 14.000 Jahren statt, als der prähistorische Lake Bonneville im heutigen Utah, der von eiszeitlichem Schmelzwasser gefüllt wurde, über die Höhe des Red Rock Pass anstieg, die niedrigste Stelle seines Ufers, und das weiche Gestein innerhalb kürzester Zeit durchbrach. Die Wassermassen dieses rund 52.000 km² großen und bis zu 300 m tiefen Sees flossen in einem katastrophalen Flutereignis, der Bonneville-Flut, zunächst nach Norden und dann in der Snake River Plain nach Westen ab. Sie rissen die Vegetation, die Humus-Decke und Teile des Sedimentgesteins mit und legten teilweise die vulkanischen Schichten frei. Von der Flut in die Ebene transportierte Felsbrocken können im Massacre Rocks State Park gesehen werden.

## Siedlungsgeschichte
Abseits des Flusses und außerhalb des künstlich bewässerten Gebietes ist die Landschaft durch die ursprüngliche Trockensteppe geprägt. Das Landschaftsbild bestimmen der Wüsten-Beifuß und verschiedene Gräser. Das häufigste ist das Blaubüschel-Weizengras (Agropyron spicatum – auch: Pseudoroegnaria spicata), das in dichten Büscheln wächst. Purshia tridentata und Sarcobatus sind häufige Sträucher. Die Dach-Trespe tritt als Neophyt auf. Das Land ist ohne Bewässerung kaum fruchtbar und wenig einladend.
Die Snake River Plain wurde von prähistorischen Indianern daher nur dünn besiedelt. Spuren der Clovis-Kultur wurden vereinzelt gefunden. In historischer Zeit war sie von Schoschonen und Bannock-Indianern bewohnt, die heute gemeinsam die Fort Hall Reservation nahe Pocatello bewohnen. Die Lewis-und-Clark-Expedition von 1805/6 brachte die ersten Weißen ins heutige Idaho, sie passierten das Gebiet aber nördlich des Snake Rivers. In den 1830er Jahren wurde das Snake-River-Gebiet von Trappern und Pelzhändlern der britischen Hudson’s Bay Company besucht. 1833 erkundete der US-Offizier Benjamin Bonneville den Snake River und Teile der Ebene. Am Fluss verlief ab den 1840er Jahren der Oregon Trail auf dem Pioniere und Siedler nach Westen zogen.
Vulkanischer Boden enthält viele Mineralien in leicht löslicher Form und ist daher weit überdurchschnittlich fruchtbar. Allerdings ist er auch wasserdurchlässig und Ackerbau ist zumeist auf künstliche Bewässerung angewiesen. Frühe Siedler nutzten den Snake River als Wasserquelle für die Bewässerung ihrer Felder. Ab den 1920er Jahren legte das Bureau of Reclamation mehrere große und viele kleine Stauseen am Snake River und seinen Zuflüssen an. Das größte ist das American Falls Reservoir westlich von Pocatello. Aus den Stauseen führten Kanäle durch die Ebene und transportierten das Wasser in entferntere Anbaugebiete.
Die Abgelegenheit im Zentrum der Snake River Plain wurde im Zweiten Weltkrieg genutzt, als Orte für Internierungslager im Rahmen der Internierung japanischstämmiger Amerikaner gesucht wurden. 1942 wurde im Hinterland des Snake Rivers, nördlich von Twin Falls das Minidoka War Relocation Center eingerichtet, in dem knapp 10.000 Japaner und japanischstämmige Amerikaner bis 1945 interniert wurden.
Als im Jahr 1947 das Argonne National Laboratory in Illinois ein großflächiges Testgelände für die Nuklearforschung suchte, griff es wieder auf das abgelegene Idaho zurück. Die National Reactor Testing Station wurde westlich von Idaho Falls eingerichtet, aus ihr ging das heutige Idaho National Laboratory hervor. Im Laufe der Zeit wurden dort 52 Forschungsreaktoren errichtet, von denen heute (Stand: Anfang 2010) noch drei laufen.

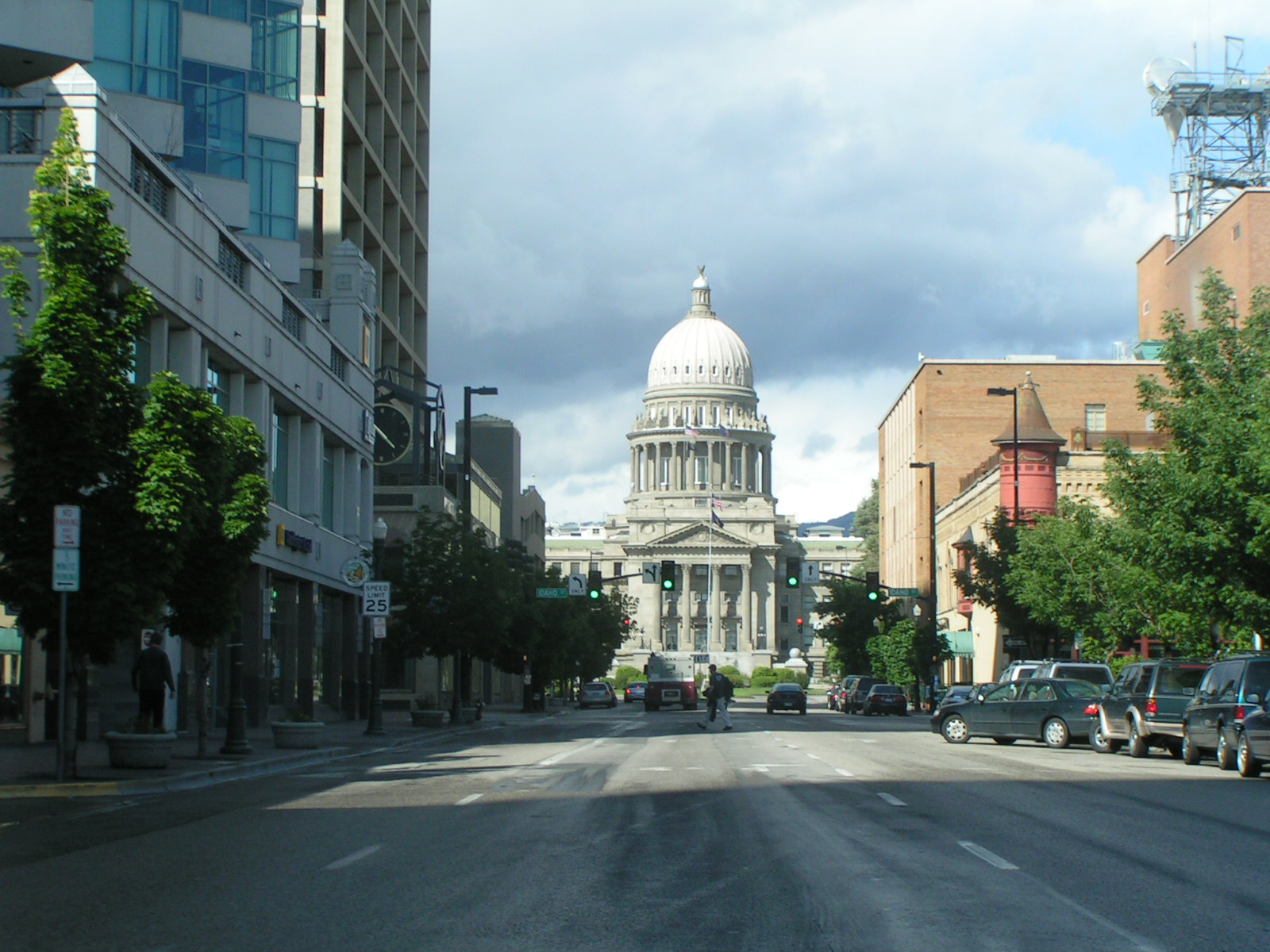
Boise, Downtown mit Blick auf das Staats-Capitol

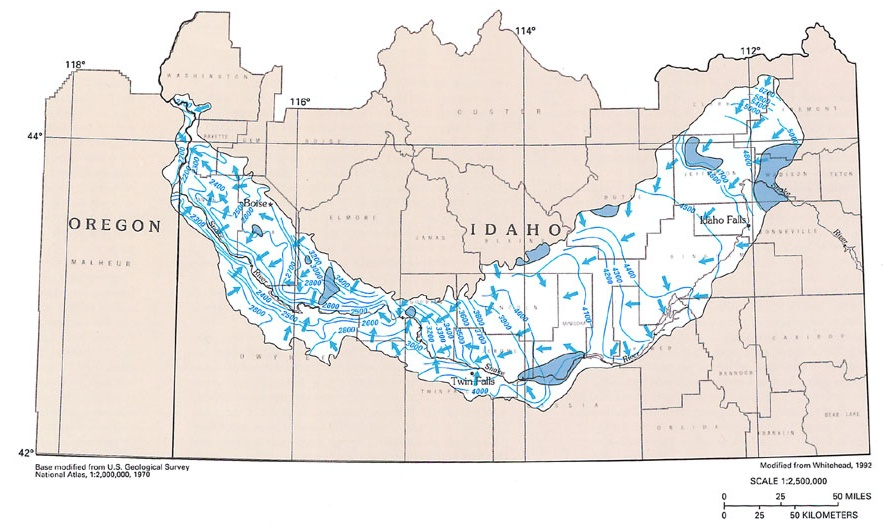
Karte des Grundwasserleiters unter der Snake River Plain

## Die Snake River Plain heute
In der Snake River-Ebene liegen heute acht der zehn größten Städte Idahos, darunter die Hauptstadt Boise, und der größte Teil der landwirtschaftlichen Anbaufläche. Die Ebene wird in voller Länge im Süden durch die Interstate Highway I-86, I-84 und den großteils mit ihm gebündelt verlaufenden US-Highway US-30 erschlossen. Im Norden der Ebene verläuft der US-20. Im Osten quert der Interstate 15 das Gebiet von Nord nach Süd.
Bereits in den 1920er Jahren erkundeten Geologen des United States Geological Survey die Grundwasserverhältnisse in der Snake River Plain. Erst die Entwicklung der Bohrtechnik nach dem Zweiten Weltkrieg ermöglichte die sinnvolle Nutzung des Grundwassers durch Bohrbrunnen. Unter der östlichen Snake River Plain liegt ein gewaltiger Grundwasserleiter mit einer Ausdehnung von rund 28.000 km² und einer Mächtigkeit von bis zu 1500 m, auch wenn die maßgeblichen Grundwasserbewegungen nur in den obersten 90–150 m stattfinden. Alleine in dieser Schicht sind rund 250–370 Millionen Kubikkilometer Wasser vorhanden, was nicht ganz dem Eriesee oder dem fünf- bis siebenfachen des Bodensees entspricht. Unter der westlichen Snake River Plain liegen größere Grundwasservorkommen im sogenannten Treasure Valley mit den beiden größten Städten Idahos, Boise und Nampa sowie mit Caldwell eine weitere unter den größten zehn Städten des Staates. Hier liegt ein komplexes System aus oberflächennahen Grundwasserleitern, solchen in mittleren Tiefen und tiefliegenden Schichten.
Rund 2/3 des Bewässerungswassers der Snake River Plain stammt aus Oberflächengewässern, 1/3 aus dem Grundwasser. Die Bewässerungstechnik erlaubte den Aufschwung der landwirtschaftlichen Produktion und in der Folge Bevölkerungswachstum und den Aufbau moderner Industrie. Die Einwohnerzahl von Boise verdoppelte sich innerhalb der 1960er Jahre, und eine weitere Verdopplung fand bis etwa 1995 statt. Heute hat die Region sowohl eine starke Basis in der Landwirtschaft als auch Industrieunternehmen.

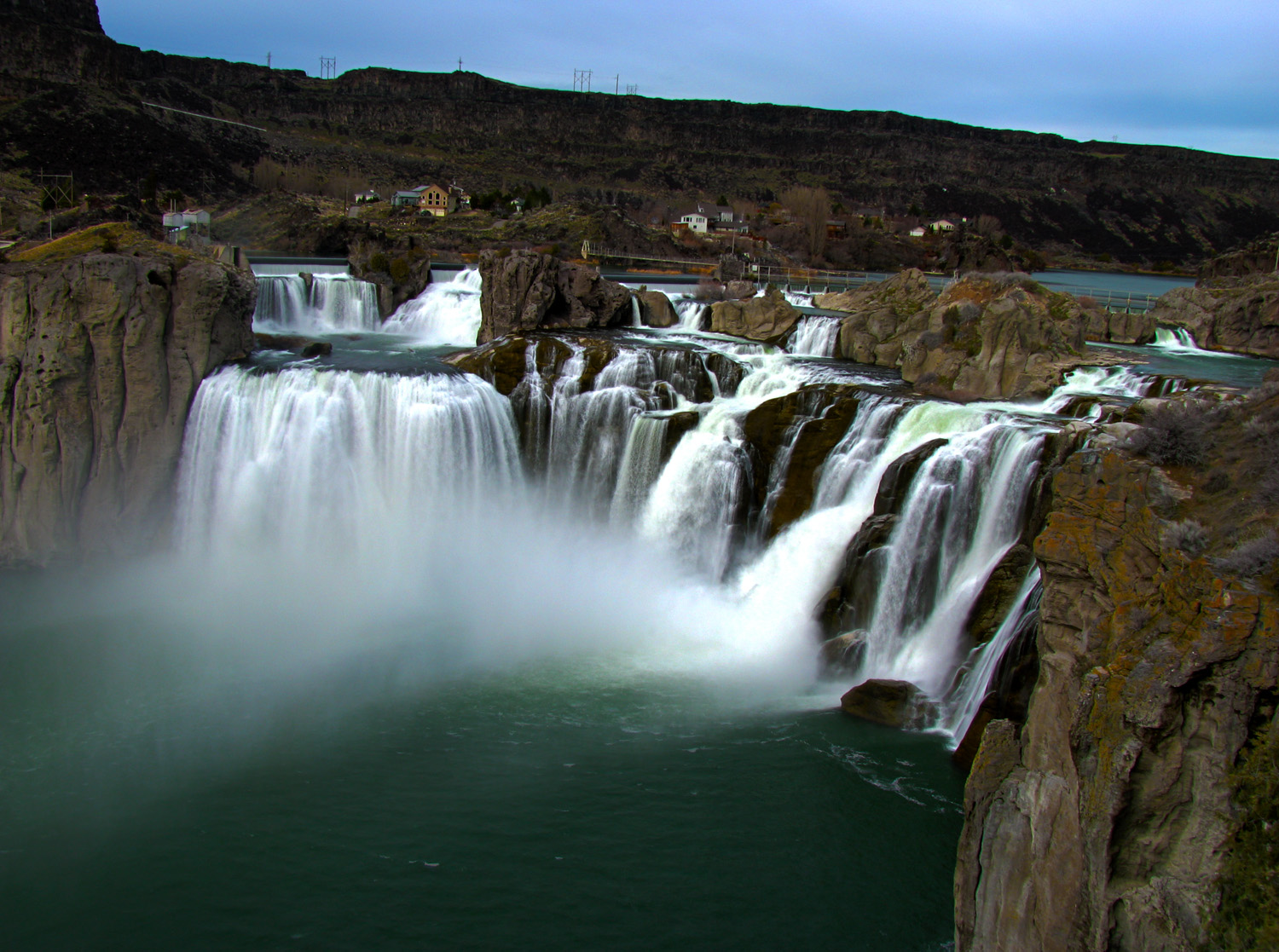
Shoshone Falls in Idaho

Etwas östlich von Twin Falls befinden sich die Shoshone Falls, die zu den größten Wasserfällen im Nordwesten der Vereinigten Staaten gehören und über eine etwa 300 m breite Felskante rund 65 m in die Tiefe stürzen.